# Louis de Caullery

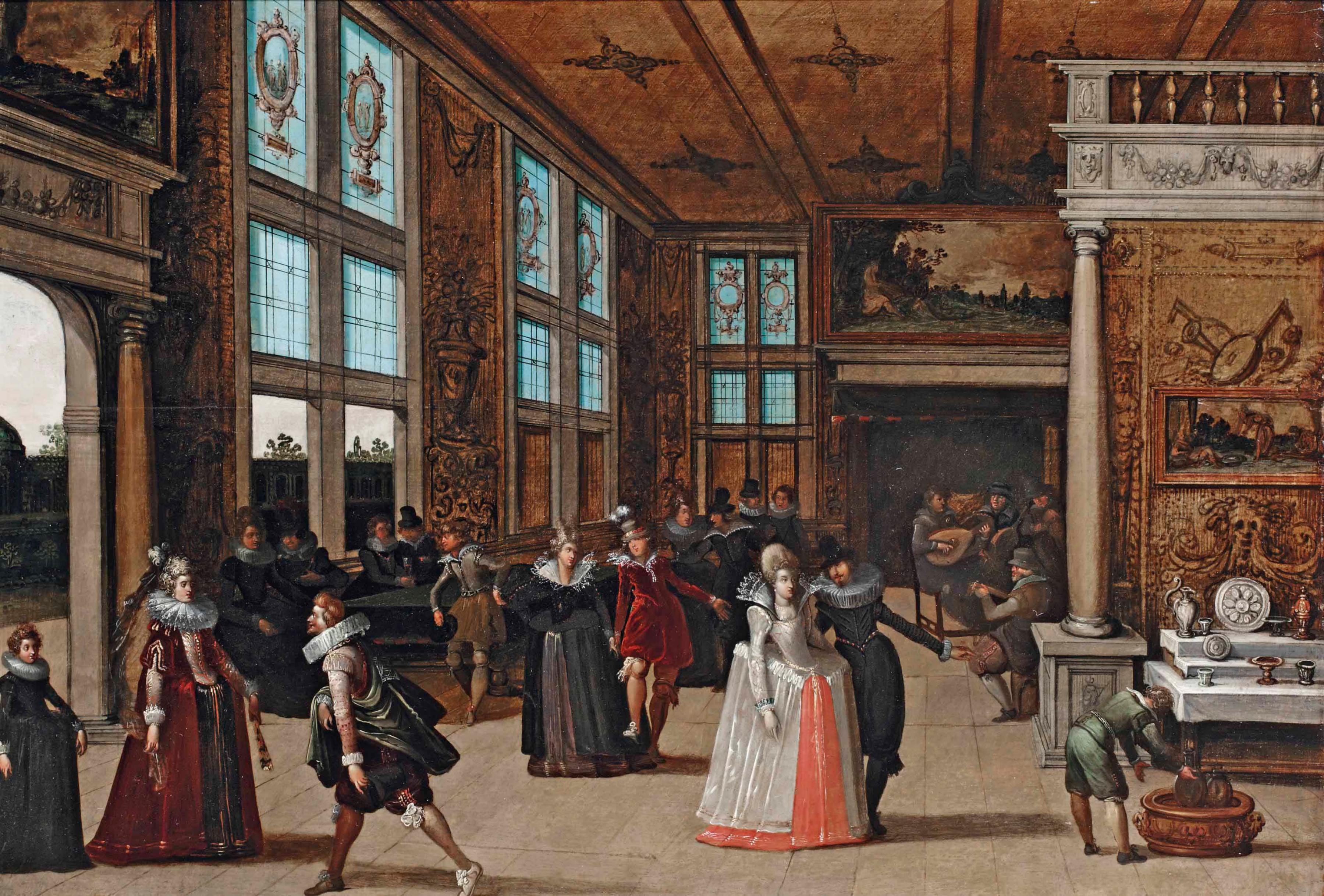
Paleisinterieur met elegante paren die elkaar het hof maken op een bal

Louis de Caullery, Caulery or Coulery (Caullery, ca. 1580 – Antwerpen, 1621) was een Vlaamse barokschilder die bekend staat om zijn architectonische taferelen, stadsgezichten, genretaferelen, allegorische composities en historieschilderijen. Hij was een van de pioniers van het kunstgenre van de vrolijk gezelschappen en tuinfeesten (fête champêtre) in de Vlaamse schilderkunst.

## Leven
Op grond van zijn naam en van een huis dat zijn vrouw en kinderen erfden, vermoedt men dat hij werd geboren in het dorp Caullery nabij Cambrai. Minstens had zijn familie daar wortels.  Hij verhuisde op 15-jarige leeftijd naar Antwerpen. Vanaf 1594 is hij geregistreerd onder de naam 'Loys Solleri' in het Antwerpse Sint-Lucasgilde.  Hij was een leerling van Joos de Momper.  In het gildejaar 1602/03 werd hij ingeschreven onder de naam 'Lowis de Callory' als vrijmeester in het Sint-Lucasgilde.  In 1608 had hij een leerling wiens naam niet bewaard is gebleven.

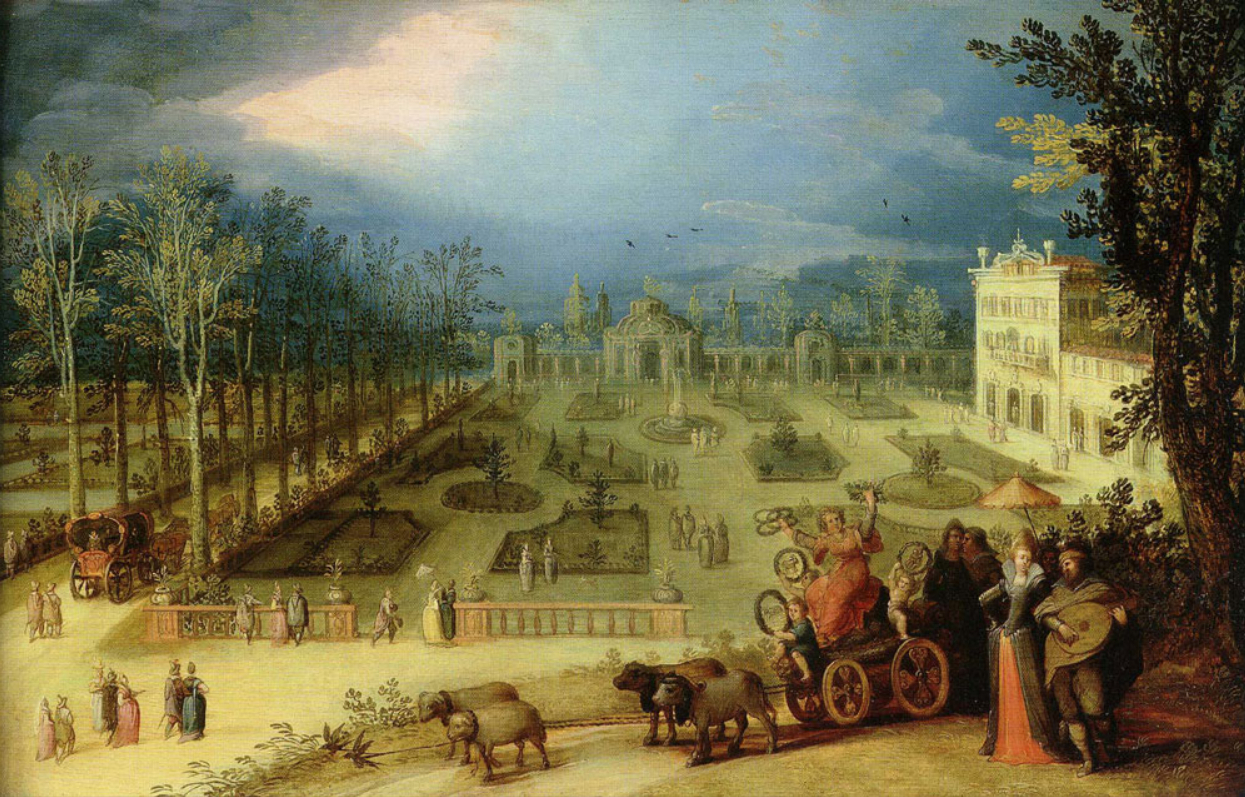
Triomf van de lente

In het verleden werd aangenomen dat hij naar Italië reisde om zijn studie voort te zetten, waarbij hij mogelijk Venetië, Florence en Rome bezocht. Deze hypothese leek te worden ondersteund door het feit dat hij verschillende Italiaanse onderwerpen schilderde en door zijn nogal vernieuwende kleurgebruik in vergelijking met kunstenaars die alleen in Antwerpen waren opgeleid. Nu wordt echter aangenomen dat hij niet naar Italië is gereisd, aangezien er geen bewijs is voor een dergelijke reis. De Venetiaanse, Florentijnse en Romaanse gebouwen en landschappen in zijn composities zijn waarschijnlijk gebaseerd op zijn kennis van werken van meesters die Italië wel bezochten.

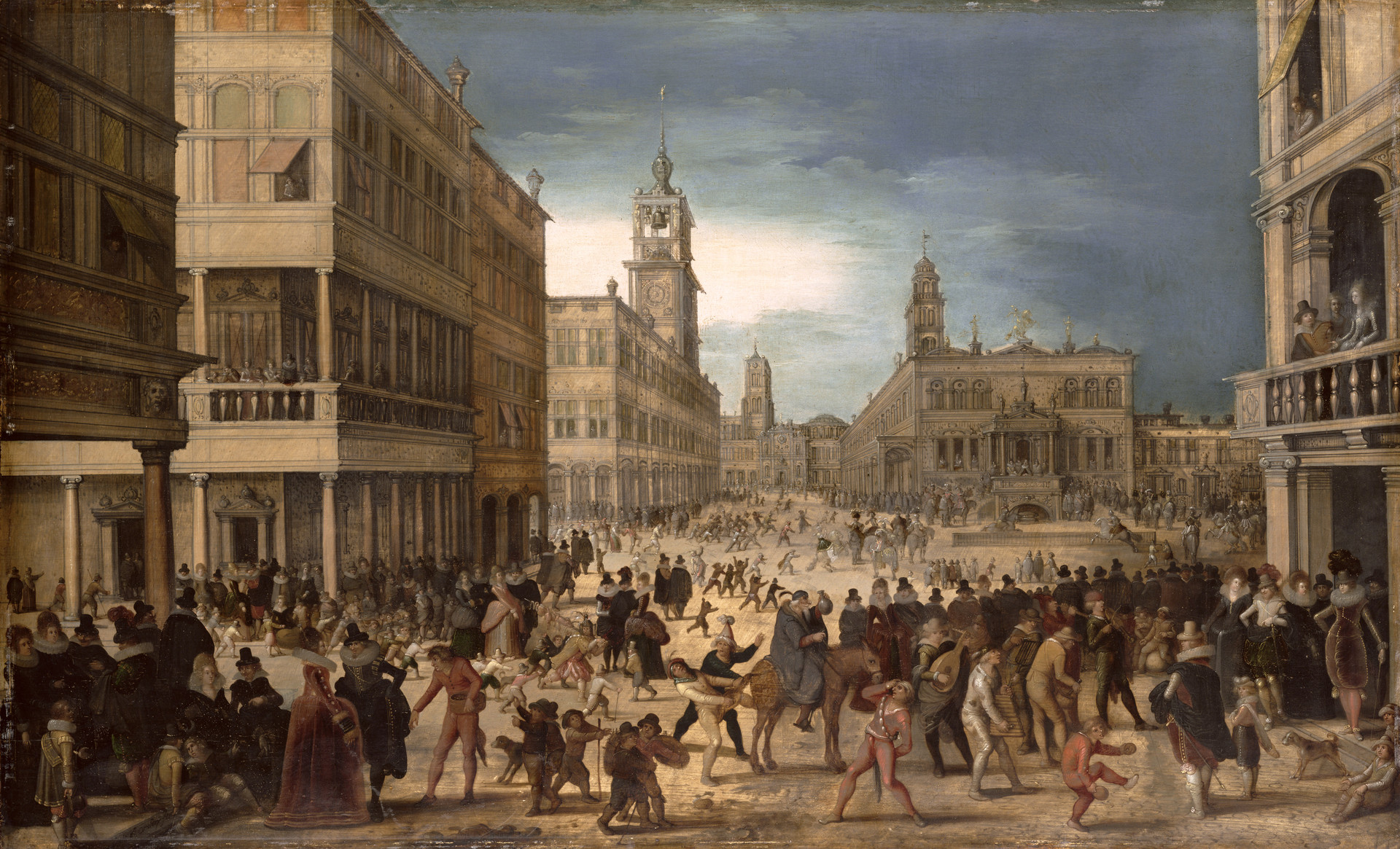
Carnaval

Hij trouwde met Maria Adriaenssens, met wie hij verschillende kinderen kreeg. Hij schijnt een behoorlijk succes te hebben genoten zoals blijkt uit het feit dat zijn werken deel uitmaakten van vele collecties van zijn tijd. In 1621 werden zijn doodsrechten betaald aan de Antwerpse Sint-Lucasgilde.  Deze keer werd zijn naam in het gildeverslag gespeld als 'Sollery of the Callery'.  Hij stierf dus waarschijnlijk in Antwerpen in 1620 of 1621.

## Werk
Er zijn slechts zeven gesigneerde schilderijen van zijn hand bekend. Twee daarvan zijn volledig gesigneerd, het Carnaval (ca. 1615, Hamburger Kunsthalle) en het Feest in een interieur (ook bekend als De vijf zintuigen) (1620, collectie Louvre, te zien in het Musée de Cambrai). Het is daarom moeilijk een chronologie vast te stellen. In de afgelopen jaren is een aantal schilderijen van uiteenlopende kwaliteit aan hem toegeschreven. Hij schilderde in een breed scala van genres, waaronder architecturale scènes, stadsgezichten, genrescènes, allegorische composities en historiestukken.

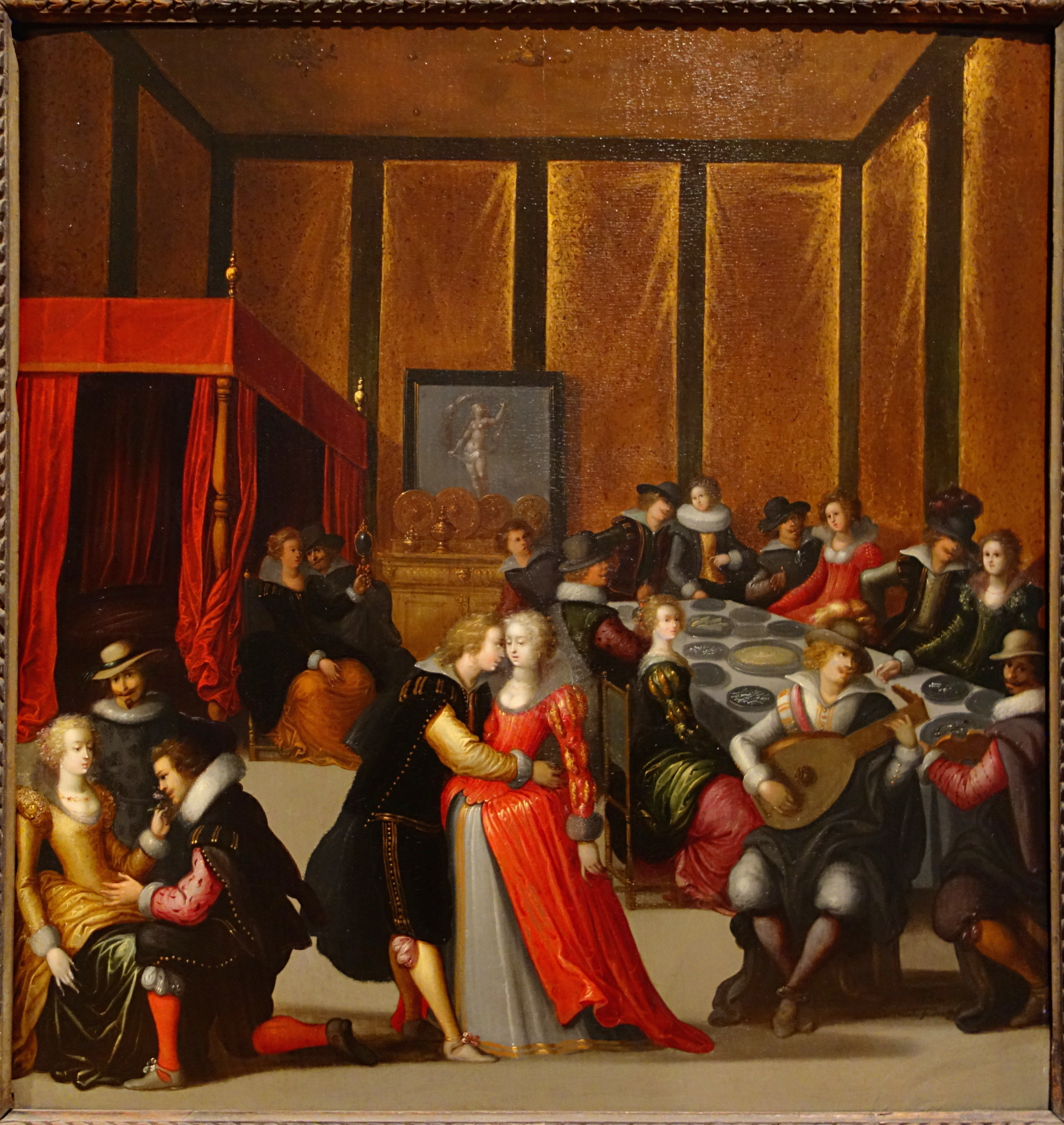
Feest in een interieur

Zijn genrescènes behandelen een grote verscheidenheid aan onderwerpen: carnaval op het ijs, vuurwerk, stierengevechten, openluchtscènes en allegorieën van de vijf zintuigen. Een veel voorkomend thema was dat van het binnen- of buitenbanket met grote groepen elegante figuren, een voorbode van de fête champêtre (tuinfeesten) in de latere Franse schilderkunst. Het thema van de tuin der liefde was hiermee verbonden en werd ook ontwikkeld door andere Vlaamse schilders zoals Rubens en Frans Francken de Oude. Deze taferelen werden geschilderd in de geest van de School van Fontainebleau. De lengte van zijn figuren, hun exquise houdingen, gladde gezichten en ontblote voorhoofden kenmerken zijn stijl.Een specialiteit van Caullery was het samenbrengen van een groot aantal personages in een tafereel, minutieus afgebeeld en met bijzondere aandacht voor de details van kledij en objecten. Hij schilderde voorts genrestukken, galafeesten en imaginaire landschappen.

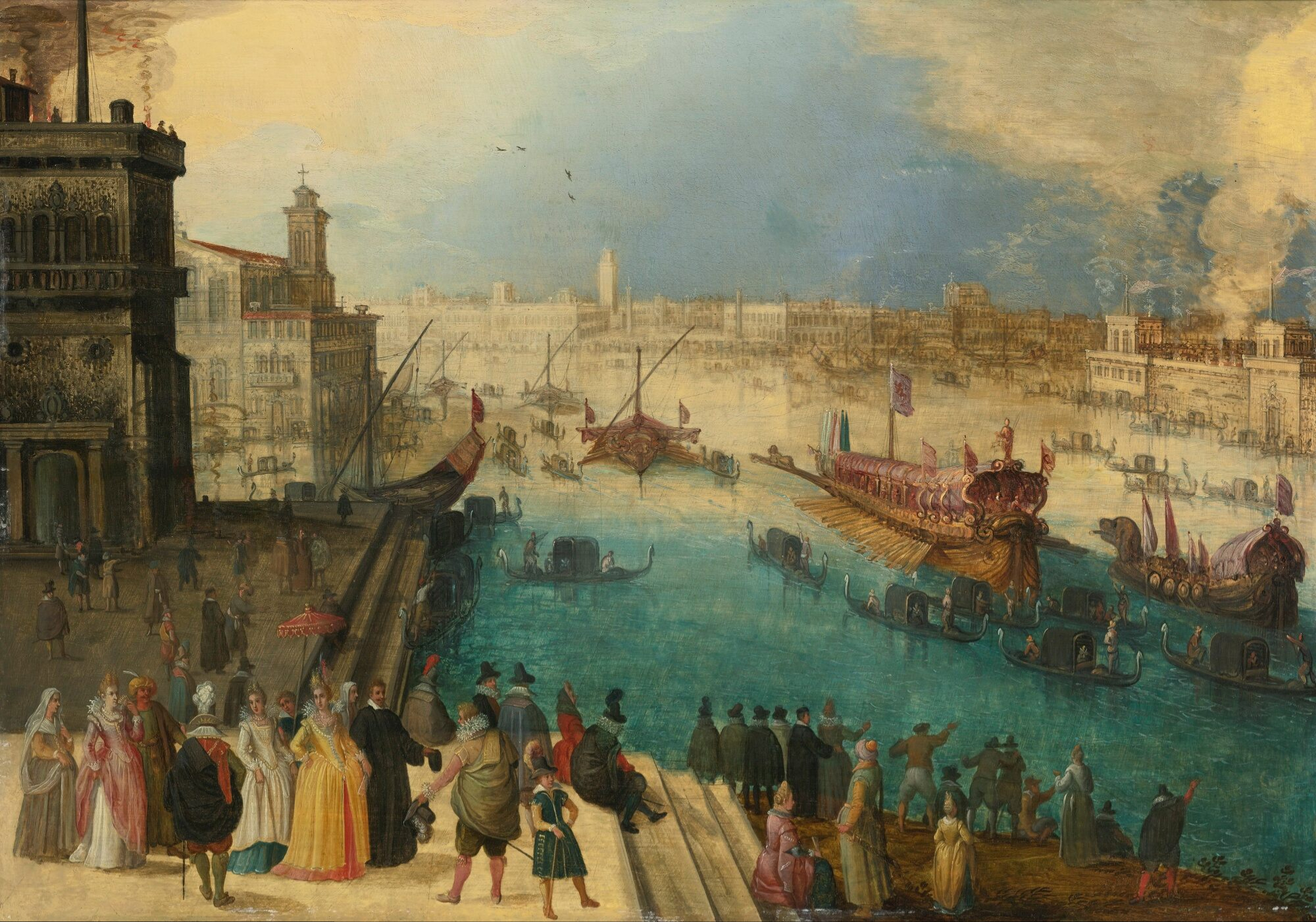
Capriccio zicht op Venetië met de Bucintoro

Hij leende zijn figuren en composities vrijelijk van andere meesters, wat hun statische uiterlijk verklaart. Zijn mannen hebben meestal dunne benen en spitse schoenen.  De vrouwenfiguren hebben meestal hoge kapsels, een lange hals, een hoge voorgevel, een dunne neus en een kleine mond.  De gezichten zijn niet geïndividualiseerd. Hoewel deze elegante figuren niet altijd in de juiste schaal werden afgebeeld, waren ze toch populair bij zijn opdrachtgevers en andere kunstenaars die ze in hun werken kopieerden. Hij herhaalde enkele van zijn motieven, zoals een steltloper en een steigerend paard. Zijn originaliteit bleek uit de manier waarop hij de verschillende elementen in zijn composities combineerde.
Zijn palet, date was beïnvloed door Italiaanse modellen, was een vernieuwing in Vlaanderen: hij gebruikte halftonen, okergeel, Veronees groen en Bourgondisch rood. Uit zijn weergave van gebouwen blijkt dat hij aandacht had voor detail en zeer bedreven is in het weergeven van perspectief. In zijn architectonische taferelen zijn de picturale ruimte en de decors rechtstreeks geïnspireerd op de ontwerpen van Hans Vredeman de Vries in de publicaties Scenographia (1560), Perspectief (1604) en Architectura (1507). Hij schilderde stadsgezichten van Rome en Venetië en enkele zichten op het Escorial. Zijn stadsgezichten tonen vaak Italiaanse steden vol mensen bij festiviteiten of carnavals.